# La Toscana (paroisse civile)
Pour les articles homonymes, voir La Toscana et Toscana.
La Toscana est l'une des sept divisions territoriales et statistiques dont l'une des six paroisses civiles de la municipalité de Piar dans l'État de Monagas au Venezuela. Sa capitale est La Toscana.